# Le Soleil et les Grenouilles (1668)
Pour l’article homonyme, voir Le Soleil et les Grenouilles (1692).
Le Soleil et les Grenouilles est la douzième fable du livre VI de Jean de La Fontaine situé dans le premier recueil des Fables de La Fontaine, édité pour la première fois en 1668.
Aux noces d'un Tyran tout le Peuple en liesse

          Noyait son souci dans les pots .

Ésope seul trouvait que les gens étaient sots

          De témoigner tant d'allégresse.

Le Soleil, disait-il, eut dessein autrefois

          De songer à l'hyménée.

Aussitôt on ouït d'une commune voix

          Se plaindre de leur destinée

          Les Citoyennes des étangs.

Que ferons-nous, s'il lui vient des enfants ?

Dirent-elles au Sort, un seul Soleil à peine

          Se peut souffrir. Une demi-douzaine

Mettra la mer à sec et tous ses habitants.

Adieu joncs et marais : notre race est détruite.

          Bientôt on la verra réduite

          A l'eau du Styx. Pour un pauvre Animal,

Grenouilles, à mon sens, ne raisonnaient pas mal.
— Jean de La Fontaine, Fables de La Fontaine, Le Soleil et les Grenouilles